# Azilul de noapte (film din 1987)
Azilul de noapte (în rusă Без солнца, transliterat: Bez solnța, în traducere „Fără soare”) este un film sovietic din 1987, care a ecranizat piesa Azilul de noapte a lui Maxim Gorki. Este ultimul film regizat de Iuli Karasik.

## Rezumat
Acțiunea filmului redă aproape în întregime intriga piesei lui Gorki, dar, cu toate acestea, Satin trece în prezent în scena de sfârșit și rostește monologul final într-un costum modern.

## Distribuție
- Mihail Gluzski — Luka, pribeag
- Aleksei Petrenko — Satin
- Innokenti Smoktunovski — Baronul
- Vladimir Gostiuhin — Vaska Pepel, hoț
- Viktor Priz — Actorul
- Natalia Egorova — Vasilisa Karpovna, soția lui Kostîliov
- Anatoli Kuznețov — Mihail Ivanovici Kostîliov, proprietarul azilului de noapte
- Daria Mihailova — Natașa, sora Vasilisei
- Vladimir Steklov — Bubnov, șepcar
- Vera Glagoleva — Nastia
- Afanasi Kocetkov — Andrei Mitrici Kleșci, lăcătuș
- Mihail Kokșenov — Medvedev, unchiul Vasilisei și al Natașei, agent de poliție
- Elizaveta Nikișcihina — Anna, soția lui Kleșci
- Vladimir Vinogradov — Alioșka, cizmar
- Anatoli Iabbarov — Tătarul, hamal
- Elena Sanaeva — Kvașnia, vânzătoare de plăcinte
- Boris Iurcenko — Krivoi Zob („Gât sucit”), hamal

## Premii
- Nominalizare la Premiul Nika (Moscova, 1988) la categoria „Cel mai bun actor” - Mihail Gluzski pentru rolul pribeagului Luka.